# Juliet Roberts
Juliet Roberts (Londra, 6 maggio 1962) è una cantautrice britannica.

## Biografia
Nel 1984 Juliet Roberts ha firmato un accordo come corista del gruppo jazz Working Week per quattro anni e nel 1986 ha condotto il programma Sold Soul su Channel 4 con Chris Forbes. Nel 1990 ha contribuito ai cori dei dischi Move to This di Cathy Dennis e Peace of Mind dei Breathe. Negli anni 90 ha piazzato otto singoli nella Official Singles Chart, collezionando tre top twenty. Nella Billboard Hot 100, invece, I Want You ha raggiunto la 44ª posizione mentre nella Hot Dance Club Play ha accumulato quattro top ten, di cui tre arrivate in vetta alla classifica: la stessa I Want You, Caught in the Middle e Needin U 2. Il suo album d'esordio Natural Thing è uscito nel 1994 ed è arrivato alla numero 65 della Official Albums Chart. È stato seguito da Beneath the Surface otto anni più tardi.

## Discografia

### Album in studio
- 1994 – Natural Things
- 2002 – Beneath the Surface

### Singoli

#### Come artista principale
- 1984 – Love Is All You Need / Coastal Town
- 1984 – I Don't Want to Lose You
- 1985 – Ain't You Had Enough Love
- 1985 – More Than One Night
- 1991 – Again
- 1992 – Free Love
- 1992 – Another Place Another Day Another Time
- 1993 – Caught in the Middle
- 1994 – I Want You
- 1996 – Never Had a Love Like This Before
- 1997 – So Good (con Steven Dante)
- 1998 – Bad Girls
- 1999 – No One Can Love You More

#### Come artista ospite
- 2001 – Needin U II (David Morales Presents The Face feat. Juliet Roberts)